# Almásköblös
Almásköblös (románul Cubleșu) falu Romániában Szilágy megyében.

## Nevének említése
1839-ben Oláh-Köblös, Kubles-rumunyeszk, 1863-ban és 1890-ben Oláh-Köblös, 1900-ban Oláhköblös, majd 1920-ban Cubleșul român néven találjuk.

## Lakossága
Már 1850-ben 276 fős lakosságából, 262 fő román, 5 fő magyar, 6 fő zsidó és 3 fő cigány. 1992-re a 66 főre apadt lakosságból 57 fő román és 9 fő cigány.
1850-ben a felekezeti összetétel szerint 262 fő görögkatolikus, 8 fő református és 6 fő izraelita hivő volt. 1992-re mindenki ortodox lett.

## Története
Eredetileg görögkatolikus fatemploma 18. században épült. 1917-ben Jegenye római katolikus filiája.
A falu a trianoni békeszerződésig Kolozs vármegye Hídalmási járásához tartozott.
1941-ben Almásnyíres része volt.